# Kostel Nanebevzetí Panny Marie (Strojetice)
Kostel Nanebevzetí Panny Marie ve Strojeticích, části města Kryry v okrese Louny v Ústeckém kraji, je římskokatolický farní kostel postavený na začátku 18. století v barokním slohu. Od roku 1964 je kostel chráněn jako kulturní památka.

## Historie
Kostel Nanebevzetí Panny Marie stojící ve Strojeticích byl poprvé připomínán roku 1357. Pravděpodobně měl gotickou podobu, ale roku 1634 byl zničen požárem. Později v roce 1701 byl vystavěn v barokním slohu. Znovu obnoven byl roku 1834. V období 1945–1989 byl devastován. Ve 21. století je ve špatném stavu a je nepřístupný. Ve střeše lodi jsou menší díry, v obvodových zdech svislé prasklin, fasáda je zničena a interiér zpustošen.

## Architektura

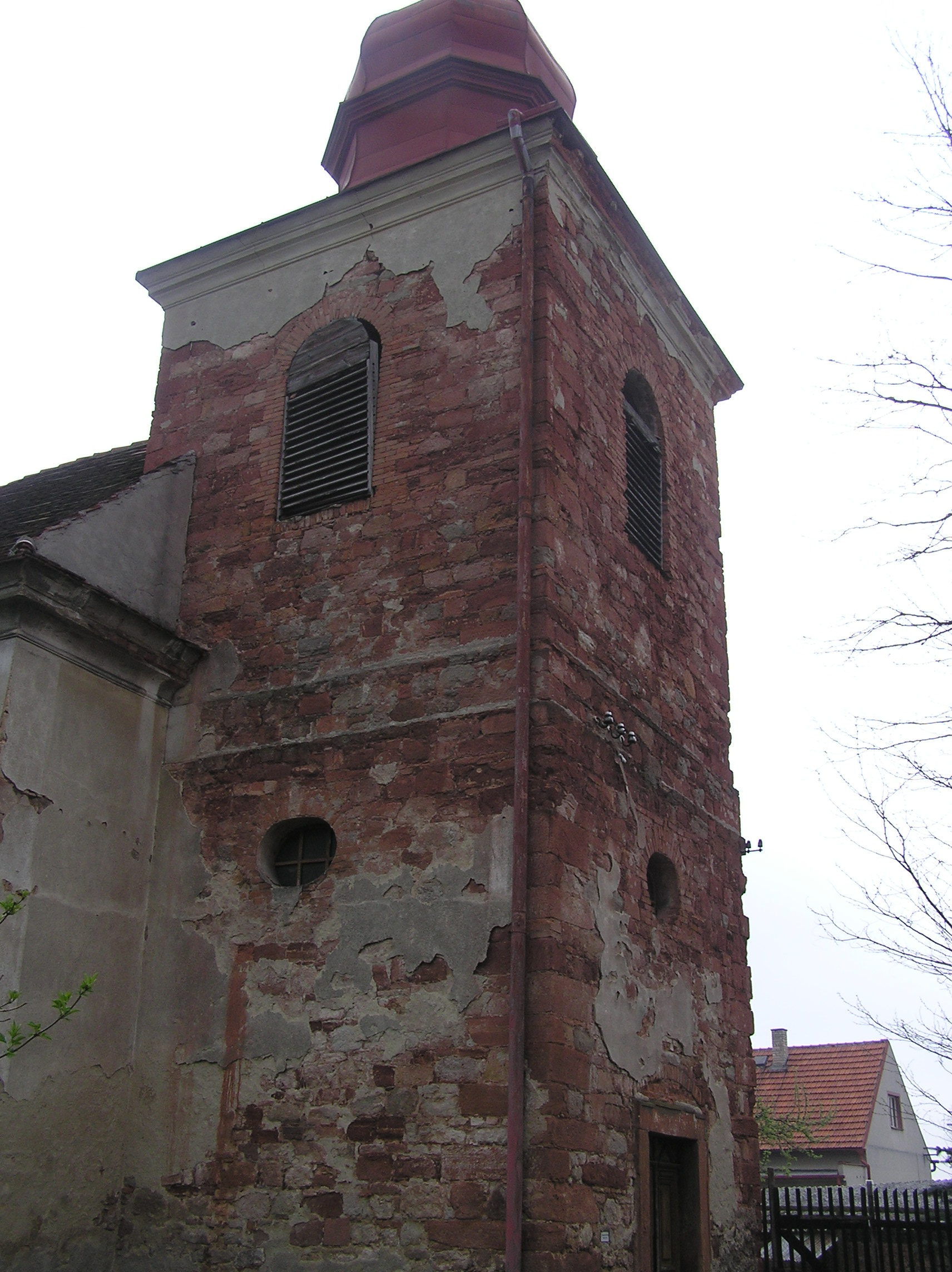
Věž

Jedná se o jednolodní stavbu s trojboce zakončeným presbytářem se čtvercovou sakristií po severní straně a s hranolovou věží v západní průčelí. Fasády kostela jsou hladké, členěné pouze jednoduše profilovanou podstřešní římsou. Okna má kostel obdélná, segmentově zakončená. V prvním patře věže jsou okna oválná. Presbytář i loď mají plochý strop. Stěny jsou uvnitř nečleněné. V lodi je tříramenná nepodklenutá kruchta. Sakristie má v klenbě placku. V podvěží se nachází dřevěný strop.

## Zařízení
Hlavní oltář je pseudogotický a pochází z 19. století. Dva protějškové boční oltáře jsou zasvěcené Panně Marii a svatému Josefovi. Jsou barokní z období kolem roku 1700. Jedná se o portálové oltáře s akantovými řezbami, sochařsky zpracované se soškami světců a s původními obrazy v nástavcích. Kazatelna a varhany pocházejí z konce 18. století. V kostele je křtitelnice. V podvěží je umístěn v akantovém rámu obraz Nanebevzetí Panny Marie pocházející z konce 17. století.

## Okolí kostela
Na návsi u silnice stojí barokní sloup se sochou sedícího Krista Trpitele z období kolem roku 1700.